# 高洪口乡
高洪口乡，是中华人民共和国山西省忻州市五台县下辖的一个乡镇级行政单位。

## 行政区划
高洪口乡下辖以下地区：
北高洪口村、南高洪口村、旺盛庄村、瑶芝村、河口村、石堂峪村、复兴庄村、德林沟村、旺家村、大流治村、唐家庄村、西岗村、麻峪村、长条坡村、上庄村、下庄村、大城村、桑树湾村、老人坪村、东吃水村、寺湾村和塔崖沟村。